# داروين كينتيرو
داروين كينتيرو (بالإسبانية: Carlos Darwin Quintero)‏ (19 سبتمبر 1987 بكالي في كولومبيا - ) هو لاعب كرة قدم كولومبي في مركز الهجوم. شارك مع منتخب كولومبيا تحت 20 سنة لكرة القدم ومنتخب كولومبيا لكرة القدم. أما مع النوادي، فقد لعب مع سانتوس لاغونا وكروز آزول ونادي كريليا سوفيتوف سامارا ونادي ميلوناريوس وديبورتيس توليما وديبورتيفو بيريرا.

## وصلات خارجية
- داروين كينتيرو على موقع الاتحاد الدولي (مؤرشف)  (الإنجليزية)
- داروين كينتيرو على موقع الدوري الأمريكي (الإنجليزية)
- داروين كينتيرو على موقع قاعدة بيانات كرة القدم.إي يو (الإنجليزية)
- داروين كينتيرو على موقع ناشيونال فوتبول تيمز (الإنجليزية)
- داروين كينتيرو على موقع Soccerway.com (الإنجليزية)
- داروين كينتيرو على موقع AS.com (الإسبانية)